# 阿马尔卡恩塔克
阿马尔卡恩塔克（Amarkantak），是印度中央邦Shahdol县的一个城镇。总人口7074（2001年）。

## 人口
该地2001年总人口7074人，其中男性3830人，女性3244人；0—6岁人口919人，其中男434人，女485人；识字率67.63%，其中男性为77.78%，女性为55.64%。